# Réserve naturelle forestière de Kigwena
Réserve naturelle forestière de Kigwena är ett naturreservat i Burundi. Det ligger i provinsen Rumonge, i den sydvästra delen av landet.